# 小羅特河 (羅特河支流)
49°12′41.4″N 11°9′10″E / 49.211500°N 11.15278°E

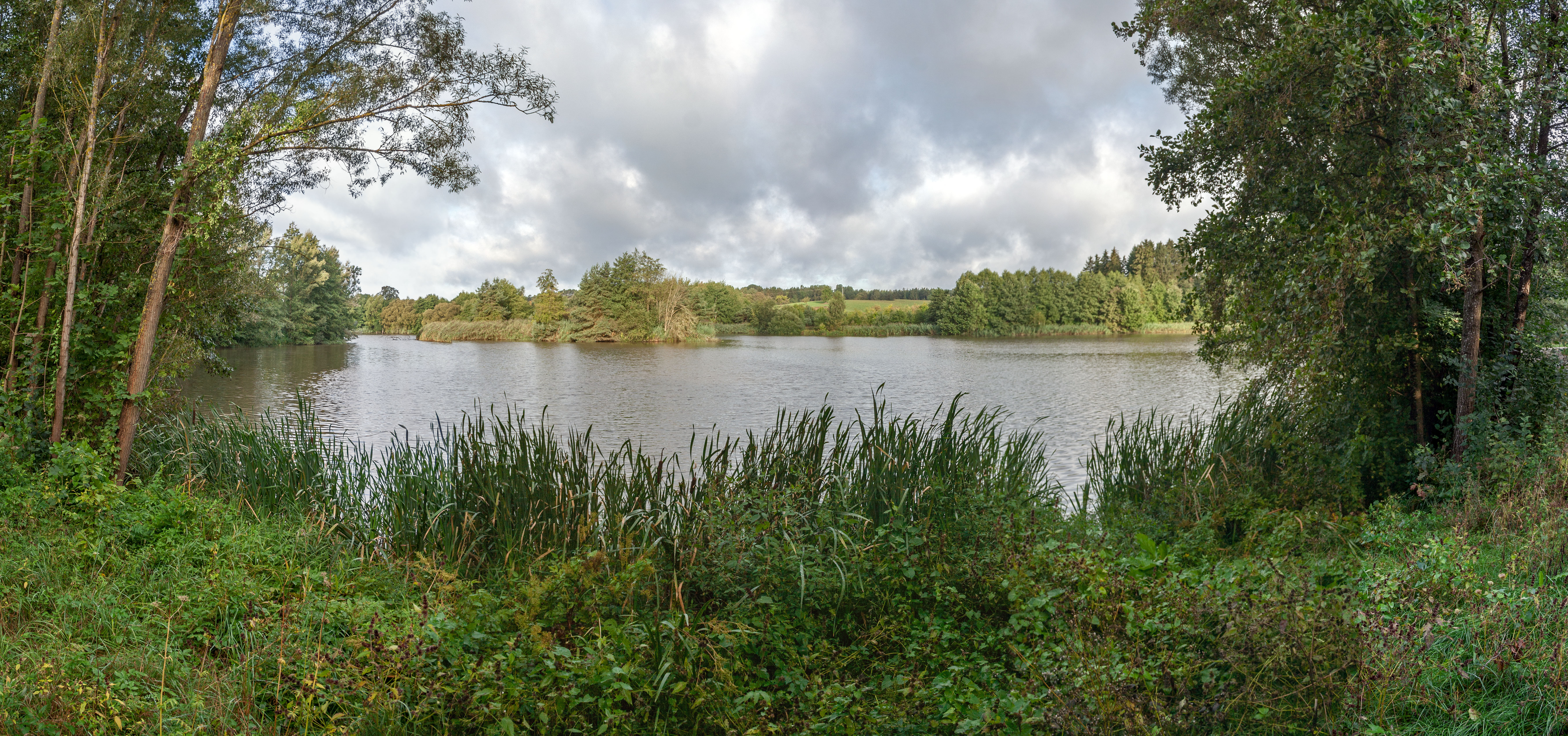

小羅特河（德語：Kleine Roth），是德國的河流，位於該國東南部，由巴伐利亞負責管轄，屬於羅特河的右支流，河道全長11.8公里，流域面積38.5平方公里，流經羅特湖。